# Taťána Malá
Taťána Malá (ur. 1 października 1981 w Moravskiej Třebovie) – czeska polityk i samorządowiec, zastępczyni hetmana kraju południowomorawskiego, parlamentarzystka, w 2018 minister sprawiedliwości.

## Życiorys
Absolwentka Mendelova zemědělská a lesnická univerzita w Brnie oraz prywatnej uczelni PEVŠ w Bratysławie. Zajęła się prowadzeniem własnej działalności gospodarczej m.in. w branży konsultingowej. W 2013 dołączyła do ugrupowania ANO 2011, w 2016 została przewodniczącą partii w kraju południowomorawskim. W latach 2014–2017 zasiadała w radzie miejscowości Lelekovice. W 2016 wybrana na radną kraju południowomorawskiego, objęła funkcję zastępczyni hetmana kraju, odpowiadając za sprawy samorządowe i inwestycje.
Z listy swojego ugrupowania w wyborach parlamentarnych w 2017 uzyskała mandat deputowanej do Izby Poselskiej. 27 czerwca 2018 w drugim rządzie Andreja Babiša objęła stanowisko ministra sprawiedliwości, została też przewodniczącą Rady Legislacyjnej. Ustąpiła po niespełna dwóch tygodniach urzędowania w związku z podnoszonymi w mediach zarzutami popełnienia plagiatu w jej pracy dyplomowej (do czego się nie przyznała). W 2021 z powodzeniem ubiegała się o poselską reelekcję.